# Philips Nino

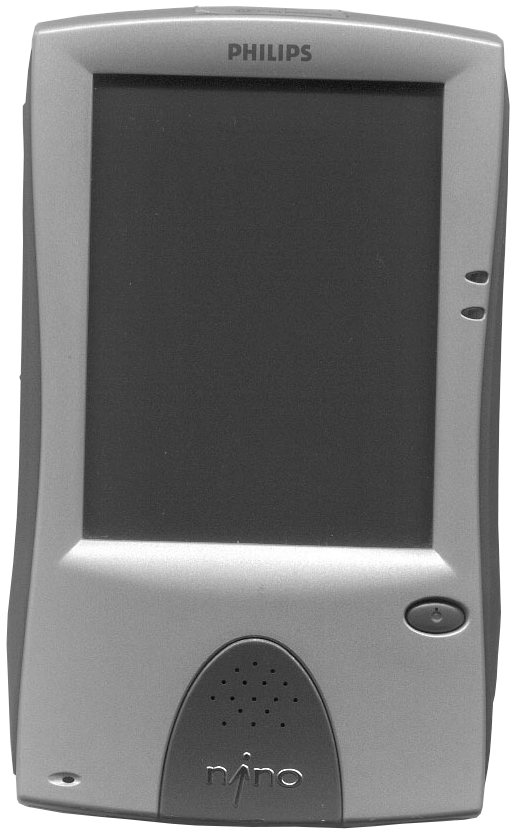
Philips Nino 200.

O Philips Nino é uma série de assistentes pessoais digitais (PDAs) produzidos pela Philips entre os anos de 1998 e 2001 com tela de toque e caneta stylus que roda o sistema operacional Windows CE, no total foram produzidos três modelos, o 200 e o 300 com tela monocromática e o modelo 500 com tela colorida.